# Contexte (linguistique)
Le terme « contexte » se réfère, à l’origine, au texte écrit. C’est l’ensemble d’un texte par rapport à l’une de ses entités, dans la mesure où cet ensemble constitue une totalité qui donne un certain sens à l’entité en cause, ce sens pouvant être différent de celui que cette entité a lorsqu’elle est prise isolément ou dans un autre texte. L’entité considérée peut être un mot, une phrase simple, une phrase complexe ou un passage constitué par plusieurs phrases. Dans le langage courant, une telle entité est d’habitude le mot, dont on dit qu’il n’a de sens que dans un contexte.
En science de la communication et en linguistique, le terme a été étendu à la communication orale, s’agissant de plusieurs types de contextes. Leur typologie diffère d’un auteur à un autre. On distingue couramment contexte verbal (appelé aussi linguistique) et contexte situationnel (ou communicatif, non-linguistique, extralinguistique, extraverbal, non-verbal), appelé aussi situation de communication. À ces types, Eugen Coșeriu ajoute le contexte idiomatique, représenté par la langue dans laquelle on communique.

## Contexte verbal
Par contexte verbal on entend le voisinage d’une entité linguistique dans la chaîne parlée ou écrite, c’est-à-dire ce qui la précède ou/et ce qui la suit,. On peut parler de contexte de droite, symbolisé par -X, de contexte de gauche, symbolisé par X-, ou de cadre contextuel, symbolisé par X – Y, où X et Y sont les voisins de l’entité en cause. Le cadre contextuel dépend de la nature de l’entité considérée : la syllabe est, d’ordinaire, le cadre du phonème, le mot celui du morphème, le syntagme, la phrase simple ou la proposition membre d’une phrase complexe celui du mot, etc.
Il y a des auteurs qui ajoutent au contexte les éléments prosodiques associés à l’entité analysée.
Le contexte verbal produit des variantes contextuelles des entités linguistiques dans tous les domaines de la langue.
Le contexte phonétique ou phonologique peut déterminer des allophones, c’est-à-dire des variantes d’un phonème. En espagnol, par exemple, le phonème /d/ a deux allophones, l’un, [d], quand il est en contact avec une consonne (ex. fonda [fonda] « auberge »), l’autre [ð], entre deux voyelles (nada [naða] « rien »). Le même type de contexte produit des allomorphes, c’est-à-dire des variantes phonologiques des morphèmes. En français, par exemple, l’article défini les a deux variantes, en fonction du phonème initial du mot suivant (consonne ou voyelle) : les parents [leparã] vs les enfants [lezãfã].
Le contexte morphologique peut être illustré par une phrase comme Jean va bien, où la forme personnelle du verbe est déterminée par le fait que Jean est de la 3e personne du singulier.
Dans la même phrase, le contexte syntaxique, par la présence d’un sujet, Jean, détermine le mode du verbe, l’indicatif. L’absence de sujet ferait que le verbe soit, avec la même forme, à l’impératif.
Le contexte sémantique de cette phrase fait que parmi les sens du verbe se réalise celui qui se réfère à l’état de santé, grâce au mot bien.

## Contexte situationnel
Le contexte situationnel ou la situation de communication est la totalité des circonstances dans lesquelles une communication a lieu. Au-delà des sens déterminés par la structure linguistique de l’énoncé, il affecte sa signification générale aussi. Le contexte situationnel peut être très complexe quant à ses composantes. Selon Coșeriu, elles sont de nature physique, empirique, naturelle, pratique, historique, culturelle. Parmi les composantes du contexte situationnel, chez divers auteurs on rencontre les suivantes :
- le statut social et culturel des participants à la communication, déterminé par la quantité et la qualité du bagage culturel acquis par l’individu au cours de sa socialisation (dans sa famille, lors de ses études), le caractère limité ou ouvert de ces acquis, la valeur accordée dans la société, la culture et la communauté linguistique donnée, aux traditions et coutumes acquises[11] ;
- le rôle social des participants, qui ne dépend qu’en partie de leur statut[11] ;
- les expériences des participants[5] ;
- le fait que les participants se connaissent ou non. Dans le premier cas, ce sont des attentes basées sur les connaissances de l’un sur l’autre déjà existantes qui entrent tout d’abord en fonction. Dans le deuxième cas, les participants reçoivent l’un sur l’autre des informations sur la base desquelles ils s’évaluent réciproquement, et alors ce sont des attentes générales qui entrent en fonction[11].
- l’âge et le sexe des participants[12] ;
- les informations détenues par les participants[4] ;
- ce que croit chaque participant et ses suppositions sur ce que croit l’autre[10] ;
- les intentions, les motivations[11] et les attitudes[13] des participants ;
- ce que les participants ont en commun parmi toutes les composantes ci-dessus[5] ;
- le lieu et le moment de la communication[10].

Le contexte situationnel détermine en général le registre de langue utilisé par le locuteur, registre qui se manifeste principalement par un vocabulaire, mais aussi par d’autres traits spécifiques,. Par exemple, en famille, entre amis, entre collègues de travail sans différences de niveau hiérarchique, etc., c’est le registre familier, voire populaire qui est privilégié. Dans des milieux socio-culturels élevés, dans les communications très polies, dans les discours, etc., il y a des chances pour qu’on adopte le registre soutenu. Entre personnes qui ne se connaissent pas, dans les contacts de la vie quotidienne (achats, contacts avec les administrations, relations professionnelles, etc.), ou entre personnes qui se connaissent mais ne sont pas proches les unes des autres, se trouvant ou non au même niveau hiérarchique, on choisit plutôt le registre courant.

## Sources bibliographiques
- (ro) Bidu-Vrănceanu, Angela et al., Dicționar general de științe. Științe ale limbii [« Dictionnaire général des sciences. Sciences de la langue »], Bucarest, Editura științifică, 1997  (ISBN 973-440229-3) (consulté le 13 février 2019)

- (en) Bussmann, Hadumod (dir.), Dictionary of Language and Linguistics [« Dictionnaire de la langue et de la linguistique »], Londres – New York, Routledge, 1998  (ISBN 0-203-98005-0) (consulté le 13 février 2019)

- (ro) Constantinescu-Dobridor, Gheorghe, Dicționar de termeni lingvistici [« Dictionnaire de termes linguistiques »], Bucarest, Teora, 1998 ; en ligne : Dexonline (DTL) (consulté le 13 février 2019)

- (en) Crystal, David, A Dictionary of Linguistics and Phonetics [« Dictionnaire de linguistique et de phonétique »], 4e édition, Blackwell Publishing, 2008  (ISBN 978-1-4051-5296-9) (consulté le 26 mars 2023)

- (fr) Dubois, Jean et al., Dictionnaire de linguistique, Paris, Larousse-Bordas/VUEF, 2002 (consulté le 26 mars 2023)

- (hu) Kálmán, László et Trón, Viktor, Bevezetés a nyelvtudományba [« Introduction à la linguistique »], 2de édition, augmentée, Budapest, Tinta, 2007  (ISBN 978-963-7094-65-1) (consulté le 13 février 2019)

- Mahmoudian, Mortéza, Le contexte en sémantique, Louvain-la-Neuve, Peeters, Bibliothèque des cahiers de l’Institut linguistique de Louvain, no 89, 1997  (ISBN 90-6831-915-9) (consulté le 13 février 2019)

- Stourdzé, Colette, « Les niveaux de langue », Reboullet, André, Guide pédagogique pour le professeur de français langue étrangère, Paris, Hachette, 1971, p. 37-44

- (hu) Tolcsvai Nagy, Gábor, « 6. fejezet – Szövegtan » [« Chapitre VI – Grammaire textuelle »], Kiefer, Ferenc (dir.), Magyar nyelv [« La langue hongroise »], Akadémiai kiadó, 2006,  (ISBN 963-05-8324-0), p. 108-126 (consulté le 26 mars 2023)